# Serba
Serba ist eine Gemeinde im Osten des thüringischen Saale-Holzland-Kreises. Erfüllende Gemeinde ist Bad Klosterlausnitz. Neben Serba gibt es noch die Ortsteile Trotz und Klengel.

## Lage
Serba befindet sich östlich der Stadt Bürgel und direkt westlich der Bundesautobahn 9 sowie an der Bundesstraße 7 Jena nach Eisenberg. Die Gemarkung des Ortes ist nach Westen, Osten und Süden mit Wald umgeben.

## Geschichte

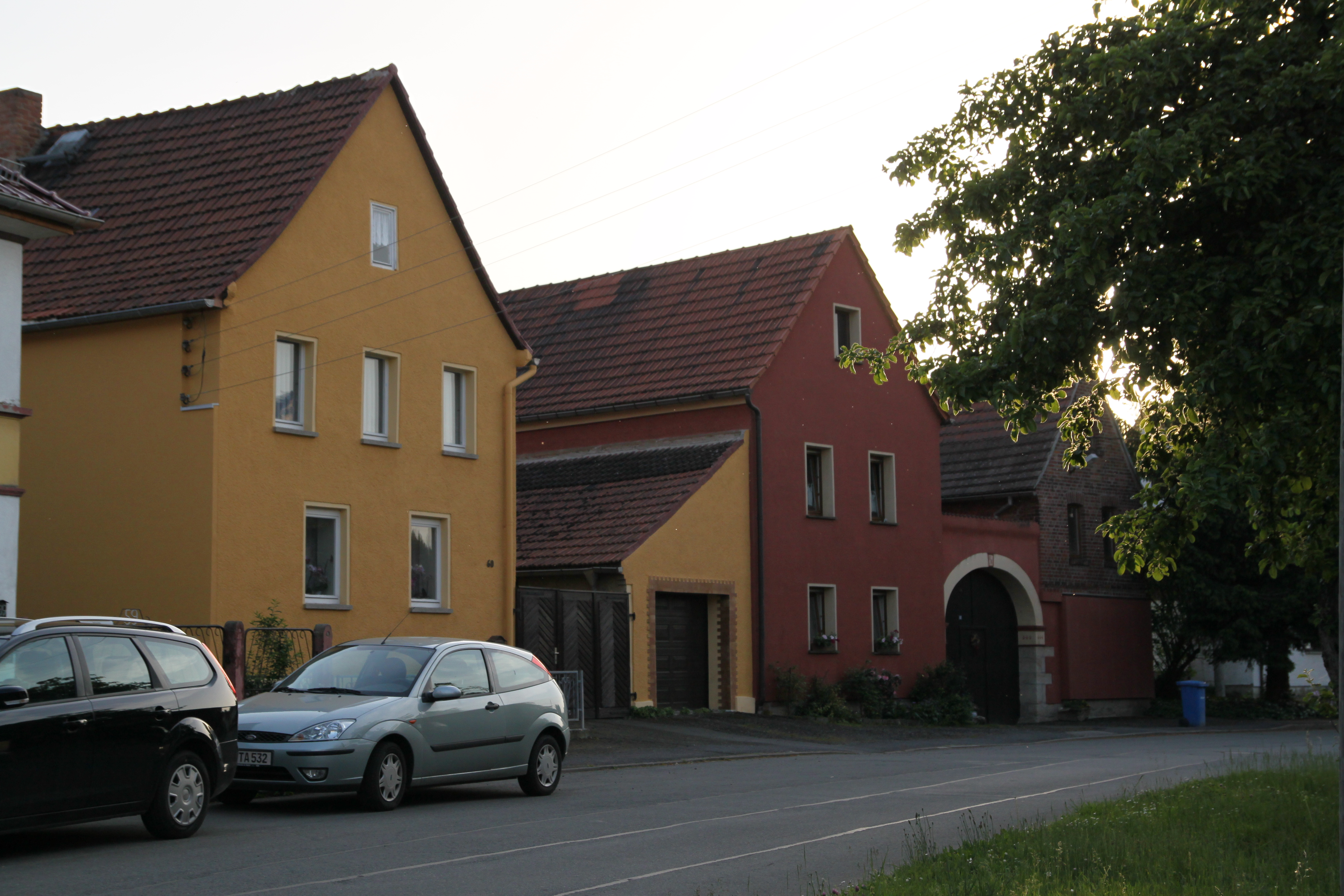
Dorfansicht von Serba

Serba ist eine rein sorbische Gründung und blickt auf eine über 800 Jahre alte Geschichte zurück. Davon zeugen noch heute die zahlreichen Drei- und Vierseitenhöfe und das in seiner ursprünglichen Form erhalten gebliebene Rittergut in Klengel.
Neben der Landwirtschaft erlangte auch das Handwerk nach und nach immer mehr Bedeutung, wie z. B. der Ofen- und Kaminbau, das Bau- und Tischlerhandwerk, sowie das Fleischerei- und Bäckerhandwerk.
Durch die zahlreichen um den Ort liegenden Gewässer entwickelte sich ein reger Fischhandel.
Heute wird das dörfliche Leben durch eine rege Vereinstätigkeit geprägt, deren Zentrum das 2003/2004 sanierte Vereinshaus „Weißer Hirsch“ mit seinem Saal und der Kegelbahn ist.
Am 16. Februar 1330 wurde Serba erstmals urkundlich genannt. Die urkundliche Ersterwähnung des Ortsteils Trotz war 1833 und des Ortsteils Klengel 1267. Serba gehörte zum wettinischen Kreisamt Eisenberg, welches aufgrund mehrerer Teilungen im Lauf seines Bestehens unter der Hoheit verschiedener Ernestinischer Herzogtümer stand. 1826 kam der Ort mit dem Südteil des Kreisamts Eisenberg und der Stadt Eisenberg vom Herzogtum Sachsen-Gotha-Altenburg zum Herzogtum Sachsen-Altenburg. Ab 1920 gehörte er zum Freistaat Thüringen.

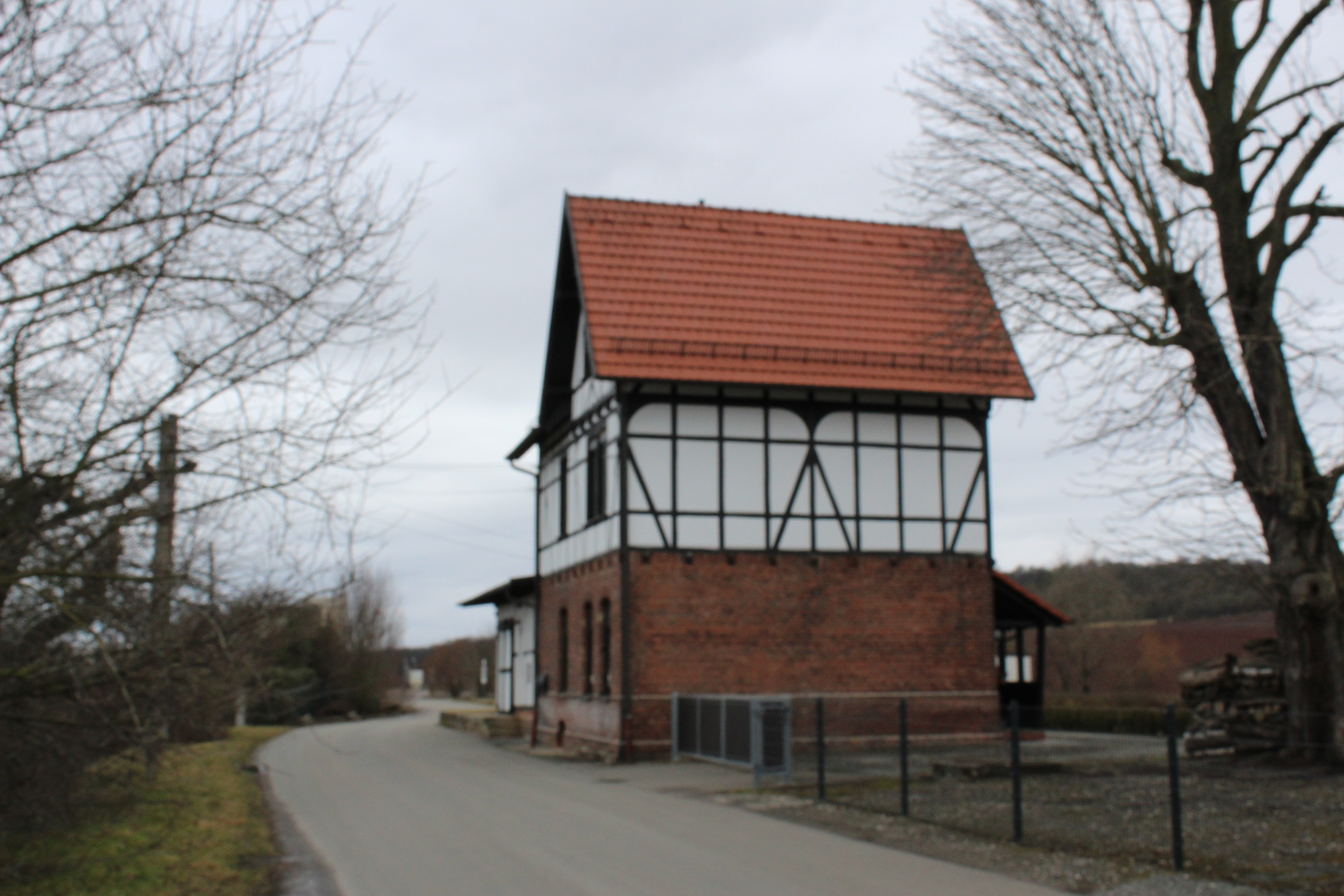
Ehemaliger Haltepunkt Serba (2018)

1905 wurde die Verlängerung Eisenberg–Porstendorf der Bahnstrecke Crossen an der Elster–Porstendorf eröffnet. Serba erhielt damit eine Bahnstation, die aber Ende der 1960er Jahre mit der Streckenstilllegung aufgelassen wurde.

## Sehenswürdigkeiten

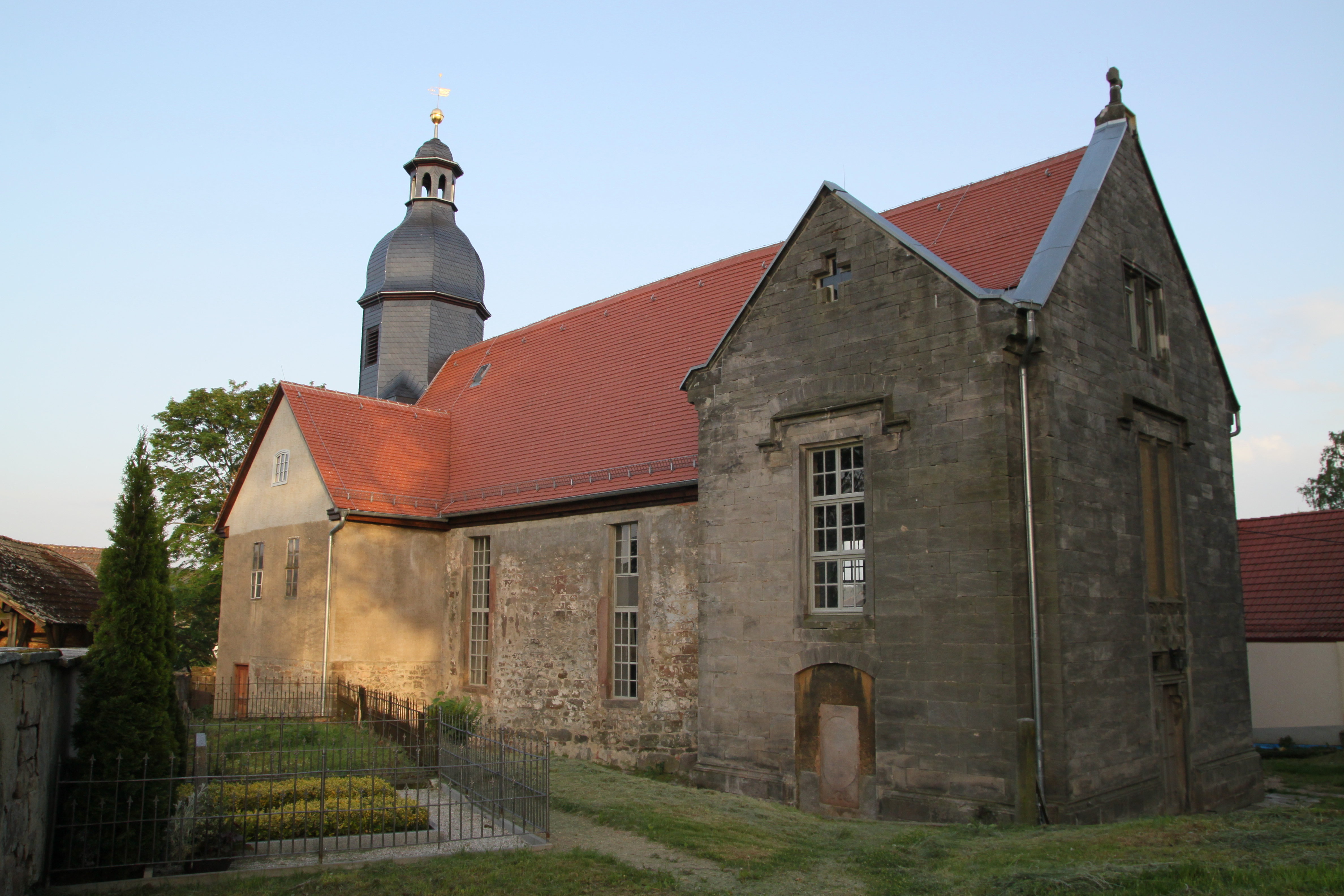
Dorfkirche

In der Quellmulde nördlich des Gasthauses Zu den drei Ziegenböcken befindet sich der Quellbereich der Wethau. Ein Flurstück davon heißt Teufelswiese. Der Name des Gasthauses und der Wiese deuten auf eine vorchristliche Kultstätte hin. Im Haus Dorfstraße 36 befindet sich ein privates Eisenbahn-Museum.